# Comisión para el Esclarecimiento Histórico
La Comisión para el Esclarecimiento Histórico (CEH) va ser la comissió per a la veritat i reconciliació de Guatemala, i es va establir el 1994 per tal d'ajudar a reconciliar el país i aconseguir la pau després de la seva llarga guerra civil. La CEH pretenia investigar les nombroses violacions dels Drets Humans perpetrats pels dos bàndols del conflicte armat per informar a la societat guatemalenca sobre que i com exactament havia esdevingut al país entre gener de 1962 i la signatura dels acords de pau el 29 de desembre de 1996.

## Antecedents
La creació de la CEH va ser acordada a partir de la subscripció de l'Acord per a l'Establiment de la Comissió per a l'Esclariment Històric de les Violacions als Drets Humans i els Fets de Violència que han Causat Sofriment a la Població Guatemalenca, el 23 de juny de 1993. La Comissió tenia el mandat d'Elaborar un informe que contingui els resultats de les recerques realitzades i ofereixi elements objectius de judici sobre l'esdevingut durant aquest període abastant tots els factors, interns i externs. Els seus efectes van ser:
1. Aclarir amb tota objectivitat, equitat i imparcialitat les violacions dels drets humans i fets de violència que han causat a la població guatemalenca a patir, vinculades amb l'enfrontament armat.[1]
2. Preparar un informe que contindrà les conclusions de les investigacions dutes a terme i proporcionar informació objectiva sobre els esdeveniments ocorreguts durant aquest període que abasti tots els factors, tant interns com externs.[1]
3. Formular recomanacions específiques encaminades a afavorir la pau i la concòrdia nacional a Guatemala. La Comissió recomanarà, en particular, mesures per preservar la memòria de les víctimes, per fomentar una cultura de respecte mutu i observança dels drets humans i per enfortir el procés democràtic.[1]

L'Acord d'Oslo disposa que "La Comissió no pot atribuir responsabilitat a qualsevol persona en la seva tasca, les recomanacions o l'informe ni aquests tenen cap propòsits o efectes judicials".

## Membres
La comissió posseïa tres membres: Christian Tomuschat, un advocat internacional alemany, i els guatemalencs Alfredo Balsells Tojo, jurista, i Otilia Lux de Cotí, experta en assumptes indígenes. Durant un període de sis mesos es van examinar les violacions dels drets humans ocorregudes des del començament del conflicte armat a la signatura de l'Acord de Pau Ferma i Duradora de 1996. A la Comissió se li permetria estendre el temps de la seva investigació sis mesos si es decidia que calia.

## Conclusions
L'informe de la Comissió, titulat Memoria del Silencio, va ser presentat oficialment el 25 de febrer de 1999. S'estima que més de 200.000 persones van ser assassinades o desaparegudes a conseqüència del conflicte. Segons les seves conclusions, el 93 per cent de les violacions dels drets humans i els actes de violència són atribuïbles a les accions per part de l'Estat, mentre que el 3 per cent es pot atribuir a la guerrilla. El 85 per cent de totes les violacions registrades són atribuïbles a l'exèrcit, amb un 18 per cent a les patrulles civils. Així mateix conclou que es van cometre actes de genocidi contra els grups maies per agents de l'Estat de Guatemala entre 1981 i 1983. Memoria del silencio detalla sobre casos d'execucions extrajudicials i desaparicions forçades, tortura, desplaçament forçat, massacres, violacions i violència sexual a través de la utilització de testimonis visuals, documents i proves forenses.